# زيت البيض

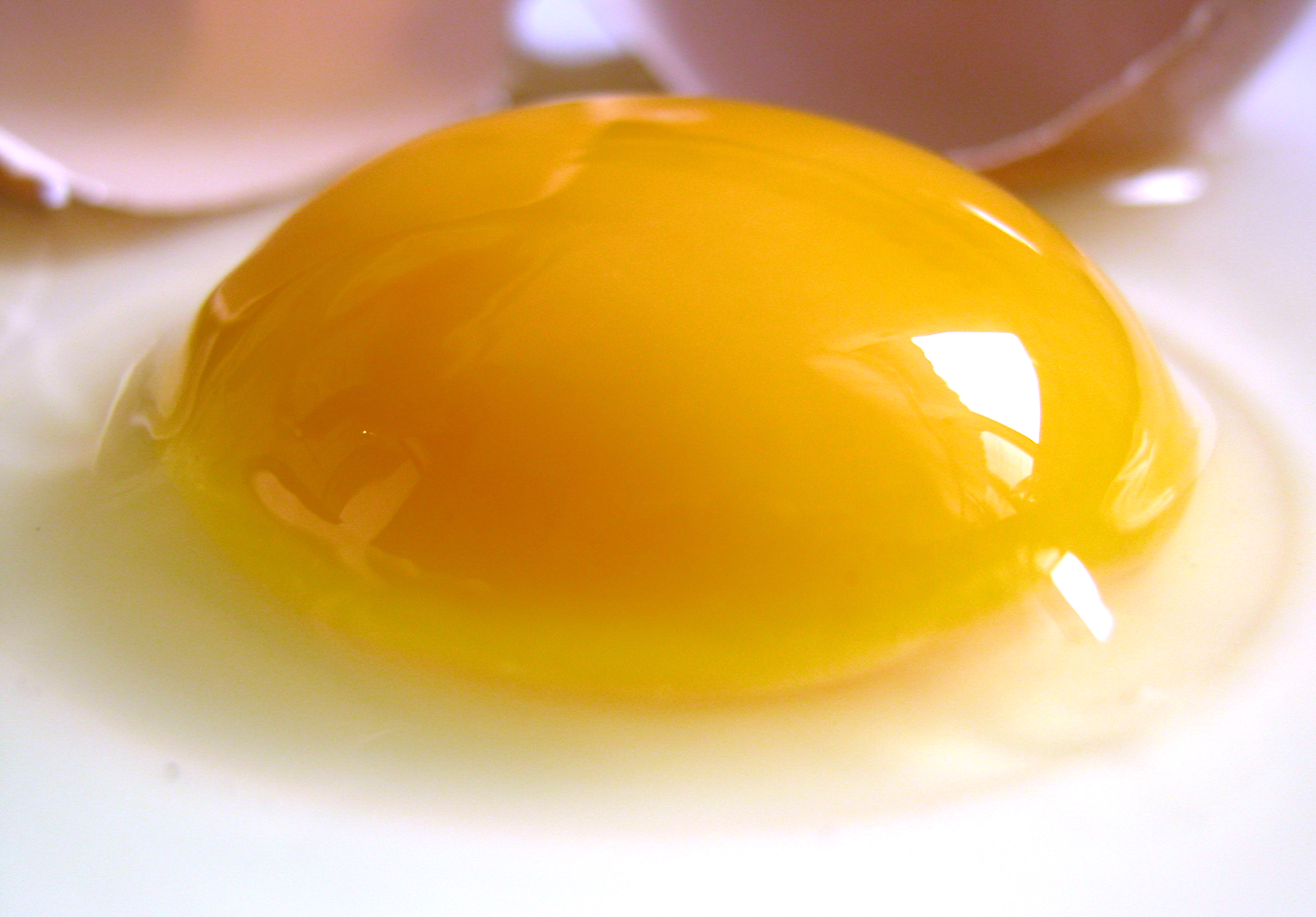
صفار سليم محاط ببياض البيض

زیت البیض (CAS: 8001–17–0, INCI رقم زیت البیض)، المعروف أیضًا باسم زیت صفار البیض أو زیت البویضات، مشتق من صفار بیض الدجاج الذي یتكون أساسًا من الدھون الثلاثیة مع القلیل من اللیسیثین والكولیسترول والبیوتین وزانثوفیلزاللوتین والزیاكسانثین واللغوبولین المناعي. لكنه خال من بروتینات البیض وبالتالي یمكن استخدامه بأمان من قبل الأشخاص الذین لدیھم حساسیة من البیض، للتطبیقات الموضعیة مثل العنایة بالشعر والبشرة. یذكر المنتج في العدید من المراجع التاریخیة في الطب (الیوناني) للعنایة بالشعر. یستخدم الطب الصیني التقلیدي زیت البیض للحروق، والأكزیما، والتھاب الجلد، وتقرحات الفم، وتقرحات الجلد، والحلمات المتشققة، وسعفة الرأس، والقوباء الحلقیة، والتھاب الدھلیز الأنفي، وعضة الصقیع، والبواسیر.

## إنتاجه
في الكیمیاء، كان یستخرج الزیت تقلیدیاً من الصفار بعملیة, بسیطة تماماً، تحمل كل خمسین بیضة تقریبًا 5أونسات من الزیت. تتضمن الطریقة الحدیثة للصناعة استخراج سائل-سائل باستعمال المذيبات الشائعة مثل الھیكسان، وأثیر البترول، والكلوروفورم والإیثانول. على خلاف الطريقة التقلیدیة، حيث ينتج زیت البیض من الحرارة، ويتضمن استخراج المحلول المنتج أیضاً غلوبولين مناعي، يتدمر في درجات الحرارة العالیة. ھناك القلیل فقط من المنتجین التجاریین حول العالم.

## تركیب
الحمض الدھني المركب من زیت البیضة غني بالسلاسل الطویلة من (LCPUFA) مثل الأحماض الدھنیة لأومیجا-٣ (یتضمن حمض الدوكوساھیكسانوس) والأحماض الدھنیة لأومیجا-٦ (تتضمن حمض الأراجیدونیك)، وتشبه إلى حد بعيد توصيف الحمض الدھني في حلیب الأم، وكذلك المظهر الدهني لجلد الإنسان.

### التوصيف الكامل للأحماض الدھنیة
حمض الأولیك (18: 1) 37.6%
حمض البالمتیك (16: 0) 35.7%
حمض اللینولیك (18: 2) 10.7٪
حمض بالمیتولیك (16: 1) 7.7٪
حامض دھني (18: 0) 3.3٪
حمض میریستیك (14: 0) 1.1٪
حمض الدوكوساھیكسانویك (22: 6) 0.5٪
حمض المیرستولیك (14: 1) 0. 4٪
حمض ھیبتادیكانویك (17: 0) 0.3٪
حمض الأراكیدونیك (20: 4) 0.2٪
حمض الأراكیدك (20: 0) 0.2٪
حمض اللینولینیك (18: 3) 0.1٪
حمض البنتادیكانویك (15: 0) 0.1٪

### التحلیل النموذجي
المظھر أصفر اللون، سائل ضبابي
سائل لزج/ متكثف/ شبه صلب عند درجة حرارة 25 مئویة.
الرائحة: رائحة خفیفة ممیزة للبیض، معامل الانكسار 1.46 - 1.48 كولیسترول	3٪ - 4.0٪
الثقل النوعي 0.93 - 0.98@25 درجة.
مقیاس لون. 11Gardner كحد أقصى.
قیمة الحمض >35.0 (mg KOH / g) قیمة الیود< 60

## الاستخدامات

### مستحضرات التجمیل
تم استخدام صفار البیض في مستحضرات التجمیل التقلیدیة منذ القرن الحادي عشر في الثقافات الیھودیة والیونانیة والعربیة واللاتینیة. تحتوي العدید من ماركات مستحضرات التجمیل الحدیثة على زیت البیض.

### العنایة بالشعر
یستخدم زیت البیض على نطاق واسع في الطب الھندي للعنایة بالشعر لعلاج تساقط الشعر وقشرة الرأس والشیب والشعر المجعد.

### العنایة بالبشرة
یمكن استخدام زیت البیض كسواغ/ ناقل في مجموعة متنوعة من مستحضرات التجمیل مثل الكریمات والمراھم ومنتجات الحمایة من الشمس وعلاج حروق الشمس أو المستحضرات حیث یعمل كمطري ومرطب ومضاد للأكسدة ومعزز للاختراق، بلسم انسداد الجلد، وعامل مضاد للبكتیریا.

### الأدویة

#### الجرب
لعلاج الجرب في إسبانیا، استُخدم زیت صفار البیض مع زیت الخروع والورود في الأندلس القدیمة.

### الجروح
استُخدم زیت البیض تقلیدیًا في علاج الجروح والإصابات. في القرن السادس عشر، استخدم أمبرواز باري محلولًا من صفار البیض وزیت الورد وزیت التربنتین لجروح الحرب، وھي طریقة قدیمة اكتشفھا الرومان قبله بألف عام. نشر كتابه الأول طریقة علاج الجروح التي تسببھا الأركیبوس والأسلحة الناریة عام 1545.

### تغذیة الرضع
زیت البیض ھو مصدر محتمل للأحماض الدھنیة المتعددة غیر المشبعة مثل حمض الدوكوساھیكسانویك وحمض الأراكیدونیك لتغذیة الرضع، أو يُدمج مع زیت السمك لإنتاج حلیب الأطفال. كما أنه مصدر لفیتامین د.